# Сегін Богдан Дарійович
Сегін Богдан Дарійович (1976, Борщів) — український композитор, менеджер музичних проєктів.

## Біографія
Народився в 1976 у м. Борщів Тернопільської області. З 1991 по 1994 навчався у Тернопільському Державному Музичному училищі ім. С. Крушельницької за спеціальностями «фортепіано» і «теорія музики» та займався композицією у Б. Климчука. У 1999 закінчив Львівський державний музичний інститут ім. М. Лисенка (сьогодні — Львівська національна музична академія ім. М. Лисенка) за спеціальністю «композиція» (клас проф. М. Скорика), а згодом (у 2002 році) там же — асистентуру-стажування (творчий керівник проф. М. Скорик). 
У різний час брав консультації з музичної композиції у А. Пярта, Б. Фуррера, О. Щетинського та ін. Лавреат Премії ім. Ревуцького (2004). Двічі був учасником стипендіальної програми Міністра культури і Національної спадщини Польщі Gaude Polonia (у 2003 році стажувався в Кракові у Зб. Буярського та 2006 – у Варшаві в З. Краузе). Стипендіат Warsaw Autumn Friends Foundation (2003). Отримав грант за програмою Gulliver Connect (2008) та грант Президента України (реалізовано у 2008–2010). Переможець кількох композиторських конкурсів в Україні. Член Національної спілки композиторів України. Музика композитора постійно виконується в Україні та закордоном. В доробку композитора також музика до більш як десяти театральних постановок в Україні і Польщі.
Богдан Сегін працював в оргкомітетах фестивалів сучасної музики у Львові («Контрасти» з 1998 по 2006; «Оксамитна Куртина» 2006) та Києві («Київ Музик Фест» 2009; Міжнародний форум «Музика Молодих» 2009 та 2011). Починаючи з 2006 реалізував цілу низку власних проєктів, зокрема у співпраці з Польським Інститутом у Києві, Goethe-Institut, Австрійським культурним форумом у Києві, Чеським центром та Французьким Інститутом. 
З 2009 року почав координувати проєкти Ensemble Nostri Temporis, а з 2010 — мистецький керівник цього колективу, який спеціалізується на виконанні сучасної класичної музики. З 2012 року організовує проведення щорічних Київських міжнародних майстер-класів нової музики COURSE. У 2011–12 роках був запрошеним директором Міжнародного форуму «Музика молодих», в рамках якого заснував і провів першу «Українську бієнале нової музики» (відбулася в Києві та Львові у березні 2013). Одночасно з 2012 року Богдан Сегін починає працювати комерційним директором з питань розвитку сучасної музики Львівської обласної філармонії та виконавчим директором Міжнародного фестивалю сучасної музики «Контрасти».